# Ehnisgasse

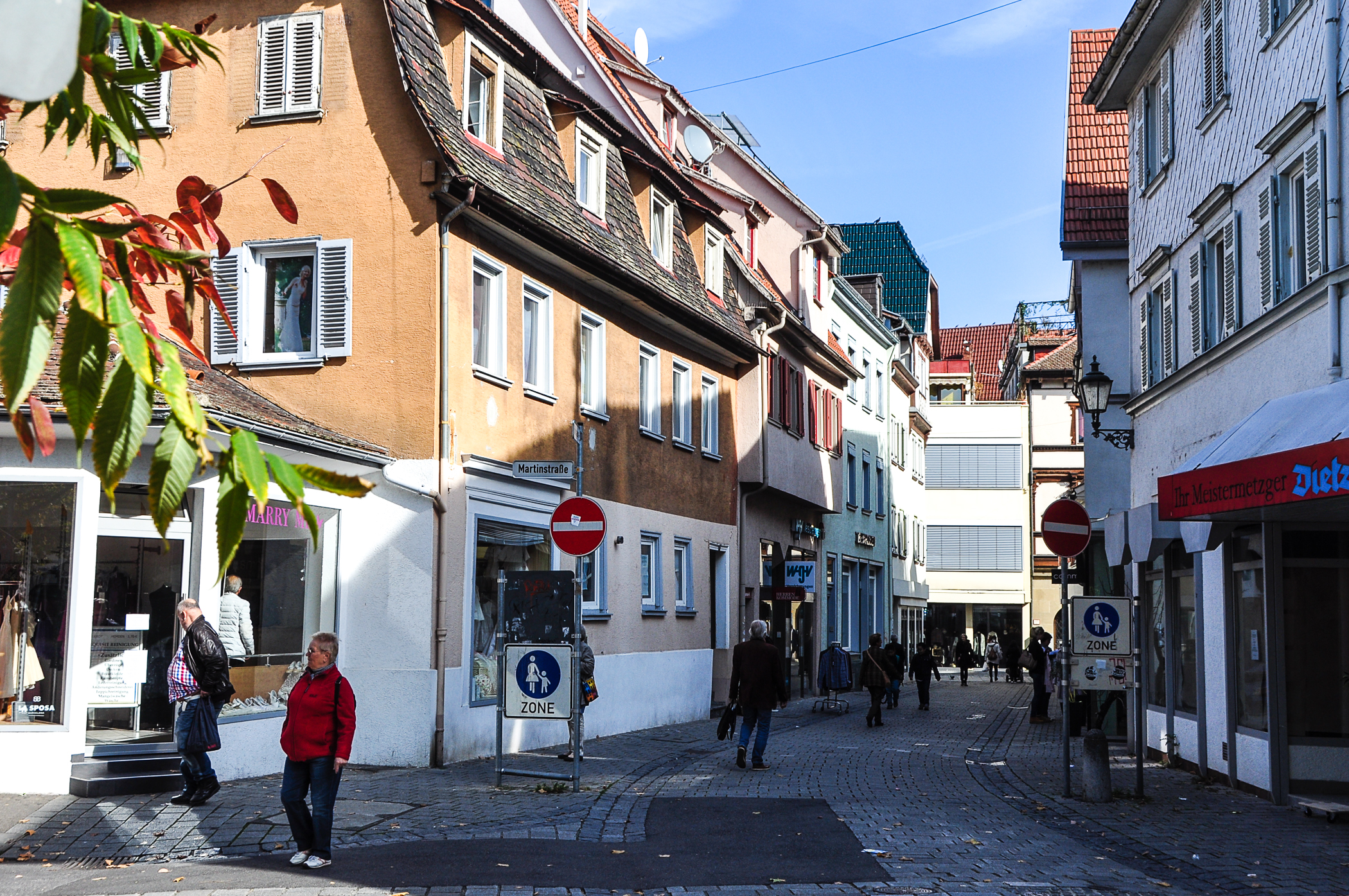
Ehnisgasse in Esslingen

Die Ehnisgasse in Esslingen am Neckar, einer Stadt im Landkreis Esslingen in Baden-Württemberg, ist eine ehemalige mittelalterliche Gasse, wo sich Handwerker angesiedelt hatten.

## Beschreibung
Die Ehnisgasse trug bis ins 16. Jahrhundert den Namen Metzgergasse. Sie verläuft als kleine Nebengasse parallel zur Hauptstraße der historischen Pliensauvorstadt, der heutigen Pliensaustraße. Schon aus den Steuerbüchern des 14. Jahrhunderts wird ersichtlich,  dass sich an der Metzgergasse zahlreiche Metzger angesiedelt hatten. Da dieses Handwerk auch geruchsintensive Tätigkeiten mit sich brachte, wurden solche Berufe oft in den Randbereichen der Städte angesiedelt.
Die Häuser 16, 18 und 20 sind geschützte Kulturdenkmäler:
- Das Gebäude Ehnisgasse 16 ist ein verputztes Fachwerkhaus, das vermutlich aus dem 13. Jahrhundert stammt.
- Das Gebäude Ehnisgasse 18 ist ein verputztes dreigeschossiges Fachwerkhaus aus dem Jahr 1298.
- Das Gebäude Ehnisgasse 20 ist ein verputztes Fachwerkhaus mit Dachwerk aus dem Jahr 1530 über wahrscheinlich älterem Unterbau.

Als letzte Zeugen zeigen die drei Gebäude das einstige Gepräge dieses Esslinger Handwerkerviertels auf. 

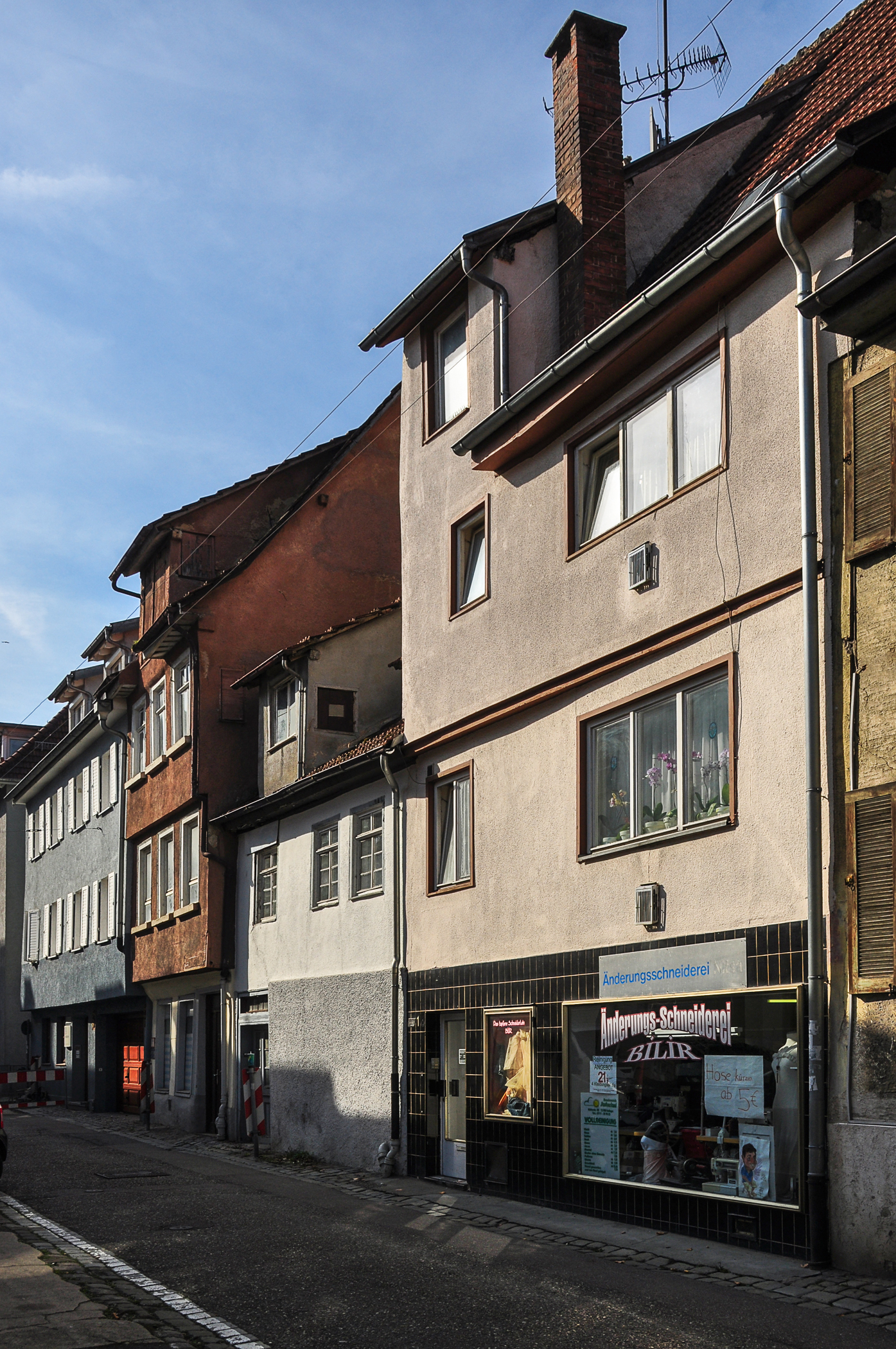
Ehnisgasse 16, Ostfassade
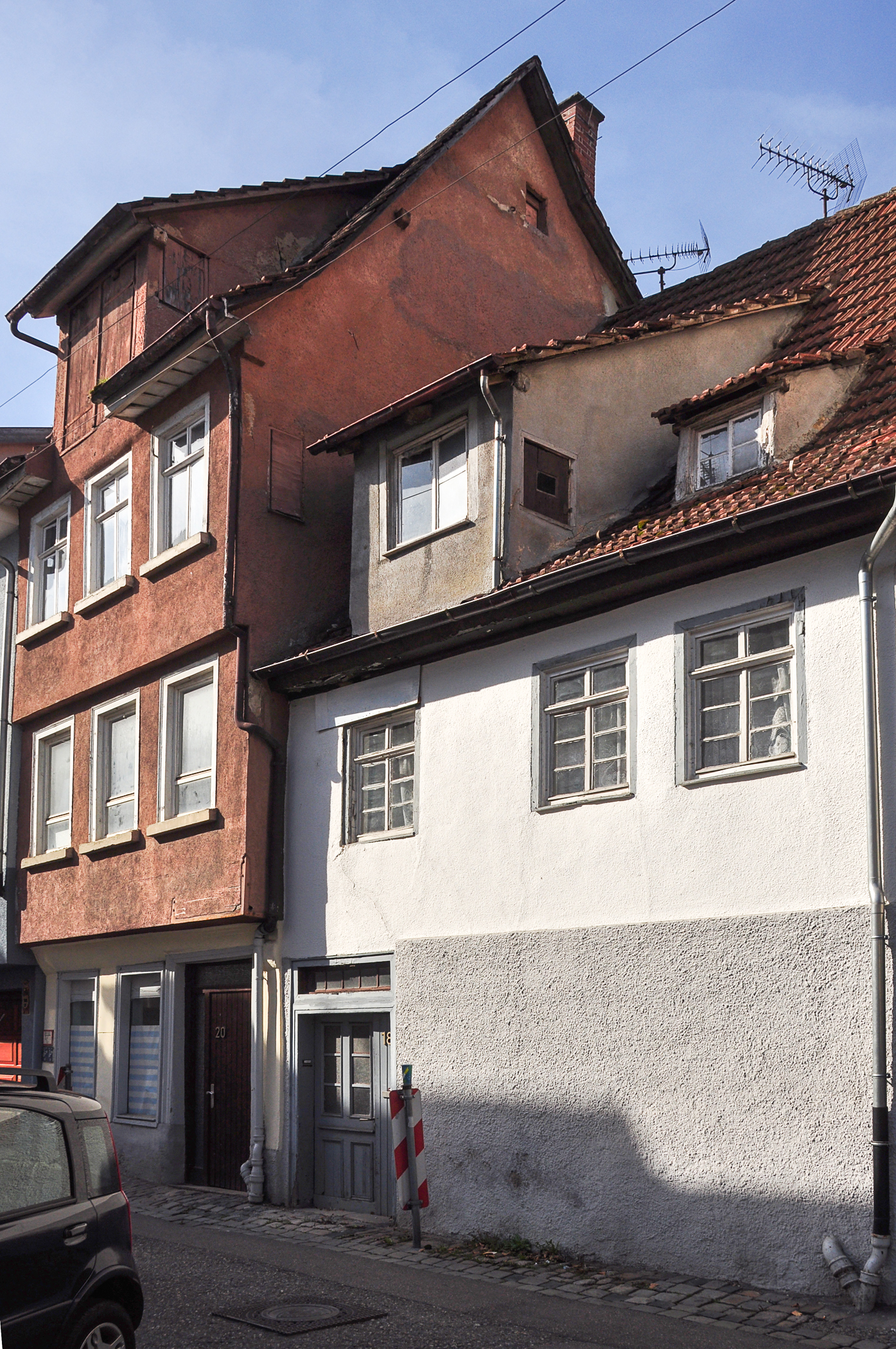
Ehnisgasse 18 und Ehnisgasse 20 (links)